# Korikoszi Izabella örmény királyné
Korikoszi Izabella ( – Kis-Örményország (Kilikia), 1310. április 3.) vagy más néven Zabel, amely az Erzsébet örmény megfelelője, franciául: Isabelle de Korikos, örményül: Զապել Կոռիկոսի, örmény királyné. I. Osin örmény király első felesége, IV. Leó örmény király anyja. I. Izabella örmény királynő és I. Hetum örmény király dédunokája. Korikoszi Aliz és Korikoszi Mária örmény királynék apai nagynénje. Az örmény királyi ház, a Szaven-Pahlavuni-dinasztia korikoszi ágának a tagja.

## Élete
A történetíró Korikoszi Hetum (–1314/18) és Ibelin Izabella (–1306 után) egyetlen lánya. Anyja I. Izabella örmény királynő és I. Hetum örmény király unokája volt lányuk, Szaven-Pahlavuni Mária örmény királyi hercegnő (–1310 után) révén aki Ibelin Guidóhoz (1235/40–1270 után/1289 előtt), Ibelin Baldvinnak, Ciprus udvarmesterének a fiához ment feleségül. Ibelin Izabella az Ibelin család ún. udvarmesteri ágából származott. Korikoszi Izabella királyné két gyermeket szült, és második gyermekének a szülésébe halt bele. Ez utóbbi gyermeke nem sokáig maradt életben, de elsőszülöttje, Leó túlélte anyját és IV. Leó néven király lett, nevében a régensséget Izabella királyné öccse, Korikoszi Osin vette át 1320-ban.

## Gyermekei
- Férjétől, I. Osin (1282–1320) örmény királytól, 2 gyermek
  - Leó (1308/09–1341), IV. Leó néven örmény király, 1. felesége Aliz (–1329) korikoszi úrnő, Osin örményországi régens lánya, 1 fiú, 2. felesége Aragóniai Konstancia (1306–1344), II. Frigyes szicíliai király és Anjou Eleonóra nápolyi királyi hercegnő lánya, valamint II. Henrik ciprusi és jeruzsálemi király özvegye, nem születtek gyermekei, 1 fiú az 1. házasságából:
    - (1. házasságából): Hetum (megh. fiatalon) örmény királyi herceg és trónörökös

  - N. (gyermek) (1310. április 3. – fiatalon)